# Рыльский, Фадей Розеславович
Фаде́й Розесла́вович Ры́льский (укр. Тадей Розеславович Рильський, пол. Tadeusz Tomasz Zbigniew Rylski; 2 января 1841, Ставище, Киевская губерния — 8 октября 1902, Романовка, Киевская губерния) — украинский общественный и культурный деятель, журналист, этнограф, антрополог и экономист.

## Биография
Фадей Рыльский родился в Ставище Сквирского района, на территории современного Попольнянского района Житомирской области Украины в семье богатого польского помещика Розеслава Рыльского и его жены, княжны Дарьи Трубецкой. Он выучил польский и французский языки и посещал Вторую Киевскую гимназию. После окончания гимназии учился на историко-филологическом факультете Свято-Владимирского университета, который окончил в 1862 году. В университете особенно интересовался политической экономией, был любимым учеником профессора Николая Бунге, сдружился с Владимиром Антоновичем и Павлом Чубинским, стал членом Громады. Поддерживал тесные отношения со многими прогрессивными деятелями культуры Украины, в том числе с Николаем Лысенко и Владимиром Короленко.
Стал одним из соучредителей хлопоманского движения, народнического движения украинских студентов Киевского университета и полонизированной дворянской интеллигенции на Украине в 1850-х и 1860-х годах.
В своем имении в Романовке он основал школу, в которой преподавал почти 20 лет. Под псевдонимом писал статьи по экономическим и социальным вопросам, а также по этнографии и фольклору украинского народа, в том числе для газет Санкт-Петербурга и Киева, а также для научного журнала Шевченковского научного общества во Львове, членом которого он был.
Рыльский был отцом переводчика Ивана Рыльского (1880—1933) и известного украинского писателя Максима Рыльского (1895—1964).